# چه کسی رئیس را کشت؟
چه کسی رئیس را کشت؟ فیلم‌نامهٔ کمدیِ فیلم‌نشده‌ای از بهرام بیضایی است، نوشته به سالِ ۱۳۷۱، بر اساسِ فکری از سالِ ۱۳۴۹.

## فیلمِ ناساخته
سالِ ۱۳۷۴ تدارک و گزینشِ بازیگر در دفترِ شرکتِ پخشیران (یکی از دو تهیه‌کنندهٔ پروژهٔ نافرجام، با مشارکتِ هدایت فیلم) در جریان بود که نامه‌های تهدیدآمیز و جلساتی با مدیرانِ سینمایی سازندگان را منصرف کرد. هارون یشایایی در این باره گفته: «. . . مقدماتش هم فراهم شد اما تا بیاییم تولید را شروع کنیم، ناگهان آقای بیضایی تصمیم گرفت مهاجرت کند. . . . آمد، نشست و گفت، من باید بروم. به من بگو تا حالا چقدر خرج کردی که هزینه آن را پرداخت کنم. من هم گفتم، متاسفم که می‌خواهی بروی، اما هزینه‌اش به من مربوط است و تو قرار نیست آن را پرداخت کنی.» اکبر عبدی و رضا شفیعی جم و ارژنگ امیرفضلی از بازیگرانِ موردِ نظرِ بیضایی بودند.